# Сёстры Лабек
Сёстры Лабек (фр. Labèque) — Катя (род. 1950) и Мариэль (род. 1952) — французские пианистки. Родились в Байонне. Дочери и ученицы Альды Цекки (учившейся, в свою очередь, у Маргерит Лонг); занимались также у Люсетт Декав.

## Биография
Выступают преимущественно как фортепианный дуэт, исполняя произведения для двух фортепиано и для фортепиано в четыре руки — причём как академического репертуара (включая современный: Пьер Булез, Лучано Берио, Дьёрдь Лигети, Оливье Мессиан), так и джаз, рэгтайм, музыку варьете.
В 1986 году удостоены премии «Виктуар де ля мюзик» как лучший камерный ансамбль Франции.
Муж Мариэль Лабек — дирижёр Семён Бычков.